# Joseph-Auguste Lafollye
Joseph-Auguste Lafollye, né à Paris le 14 février 1828, mort à Paris le 9 mai 1891, est un architecte français.

## Biographie

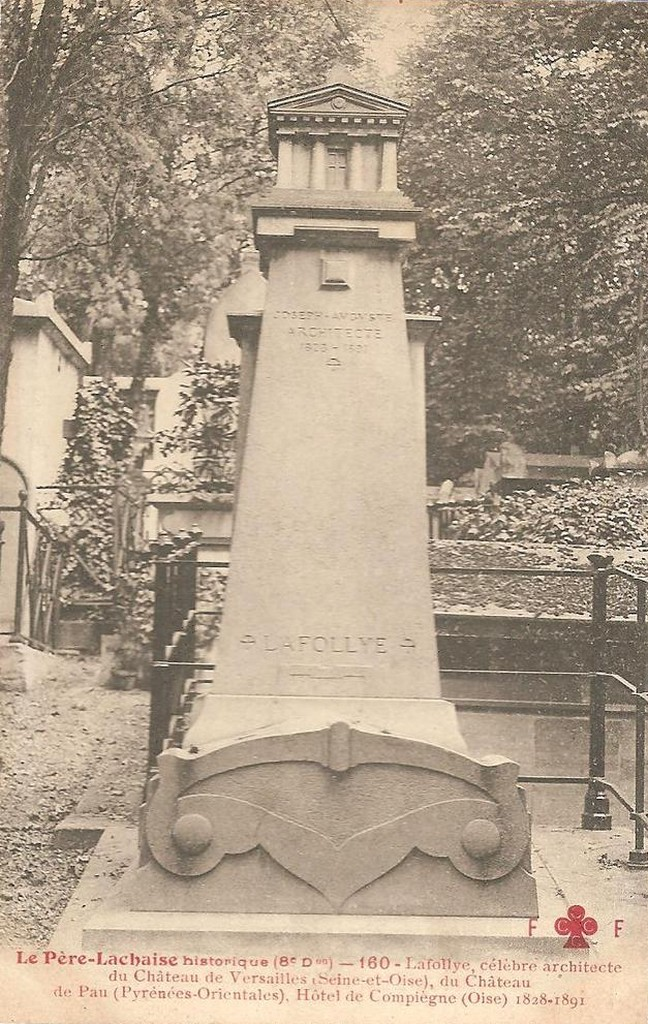
Sépulture au cimetière du Père-Lachaise (13e division)

Auguste Lafollye a été élève de Émile Jacques Gilbert, de Guillaume Abel Blouet et de Alphonse Jaÿ à l'école des Beaux Arts de Paris et a remporté le premier accessit à la grande médaille d'émulation donnée par l'Institut, en 1855.
Après la nomination de Gabriel-Auguste Ancelet comme architecte du palais de Compiègne, il est nommé en 1864 architecte des résidences impériales de Pau et de Biarritz. À la villa Eugénie, à Biarritz, il rehausse en 1865-1867 le bâtiment d'un attique pour y installer des chambres supplémentaires et remplace la couverture de zinc par de l'ardoise d'Angers, lui conférant ainsi sa physionomie définitive de château néo-Louis XIII.
Il est l'architecte de la restauration du château de Pau à partir de 1864 jusqu'en 1872. Il y restaure la chapelle la chapelle et les façades de l'aile du midi, consolide l'escalier d'honneur du château. Il place aussi une bibliothèque, au premier étage, dans le salon Bernadotte, pour y placer les six mille volumes achetés par Napoléon III à André Manescau, maire de Pau entre 1843 et 1848.
En 1863, il est choisi pour la construction de l'église Notre-Dame d'Oloron-Sainte-Marie dont la première pierre est posée le 15 août 1869. Il reçoit en 1870 une médaille d'honneur pour les plans de l'église Notre-Dame.
Sous la direction d’Eugène Viollet-le-Duc, il est responsable de la restauration de la statuaire de l’hôtel de ville de Compiègne.
Il restaure aussi l'église abbatiale de Saint-Jean de Sorde-l'Abbaye et l'ancienne cathédrale Notre-Dame-de-l'Assomption de Lescar. De 1867 à 1869, il restaure la façade occidentale, assure la construction du porche et de la sacristie, fait la réfection totale et la reconstitution du portail principal de l'église Saint-André de Sauveterre-de-Béarn. En 1867, il fait des relevés de la Maison carrée de Nay
Il a été l'architecte du palais de justice de Pau.
Il reçoit une médaille de première classe à l'Exposition universelle de 1878.
Enfin, après la mort d'Eugène Millet, il poursuit la restauration du château de Saint-Germain-en-Laye de 1879 à 1889.
Il est inhumé au cimetière du Père Lachaise (13e division).

## Dessins d'architecture
- Salle de trône, graphite, plume, encre dorée, encre de Chine, aquarelle, H. 41.8 ; L. 25.4 cm[7]. Paris, Beaux-Arts[8]. Esquisse d'élévation, plan, coupe transversale pour le Concours d'émulation de l'ENSBA de 1854.
- Cheminée pour le Ministère de la Marine, graphite, plume, encre dorée, encre de Chine, aquarelle, H. 41.7 ; L. 20.3 cm[9]. Paris, Beaux-Arts[10].

## Décoration
- Chevalier de la Légion d'honneur, en 1876[11].

## Famille
Il est le père de l'architecte de Charles Lafollye (1860-1928), architecte diocésain.